# جرين تايجر
جرين تايجر بارب (بالإنجليزية:  Green Barb)‏، (باللاتينية: Puntius semifasciolatus) (اسمها العلمي بونتيوس سيميفاسيولتس) هي سمكة زينة من فصيلة البارب موطنها الأصلى بوربيو وسومطرة وتايلاند، السمكة نشيطة وذات حيوية كبيرة جدا وجميلة الألوان وتعيش كاسراب. التايجر تضع البيض طليقا والأنثى تكون سمينة أبطأ من الذكر. يصل حجمها إلى 7 سم قابلة للزيادة، كما أن السمكة غير عدائة ويمكنها ان تتعايش مع الأسماك المسالمة من نفس الحجم أو أحجام متقاربة جدا. متوسط عمر الجرين بارب من 4 إلى 6 سنين قابلة للزيادة أو النقصان حسب العناية.
السمكة سهلة في تربيتها وأسلوب معيشتها حيث تتغذى -في الطبيعة- على دود صغير في النبات الأخضر وهي تفضل الحشرات أما بالنسبة للأحواض فغذائها هو الدود الحي والجمبري أيضا، كما يمكن إطعامها العلف الصناعي عالي الفيتامينات. الجرين بارب من الأسماك التي يمكنها أن تقوم بالتكاثر أكثر من مرة في خلال العام الواحد.

## معرض صور

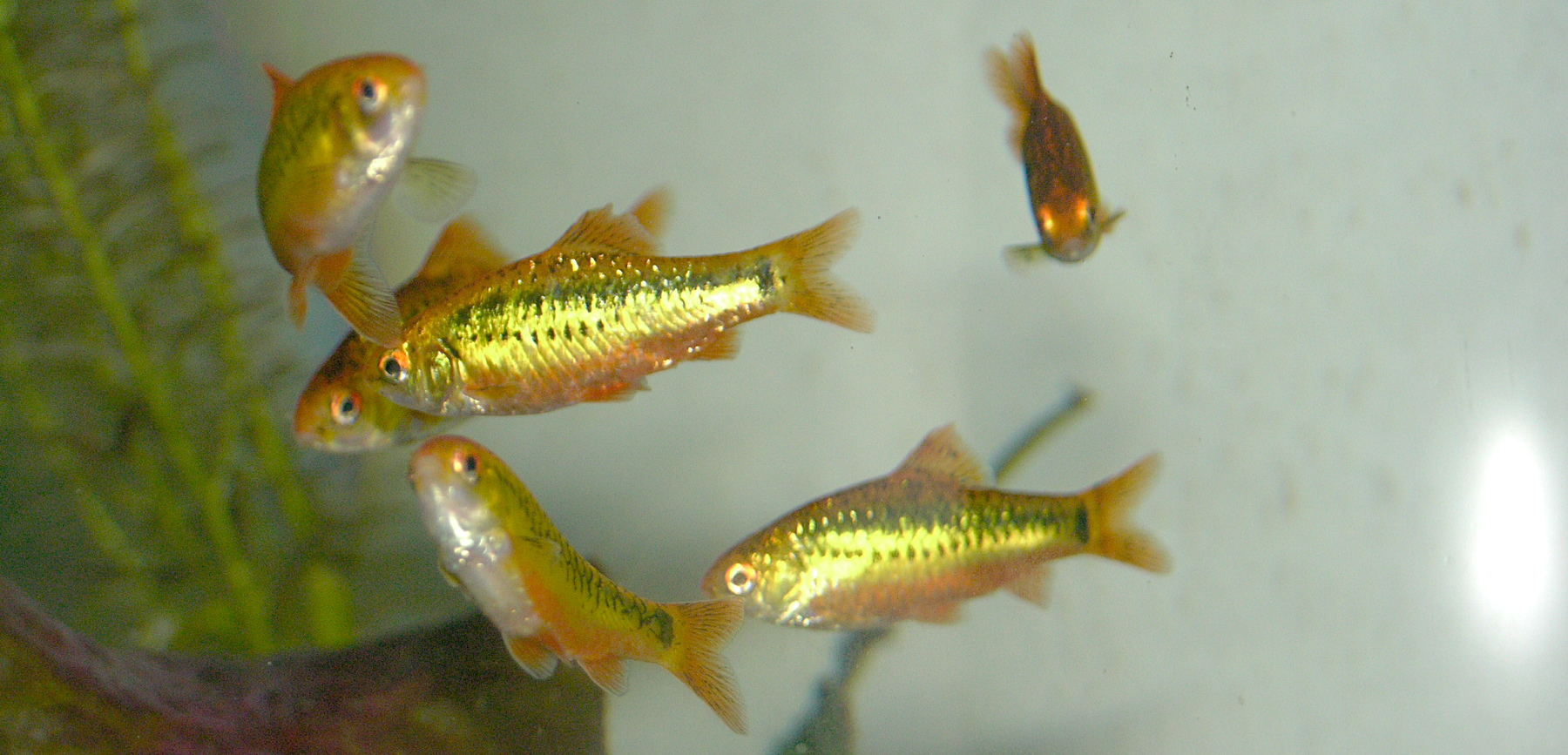
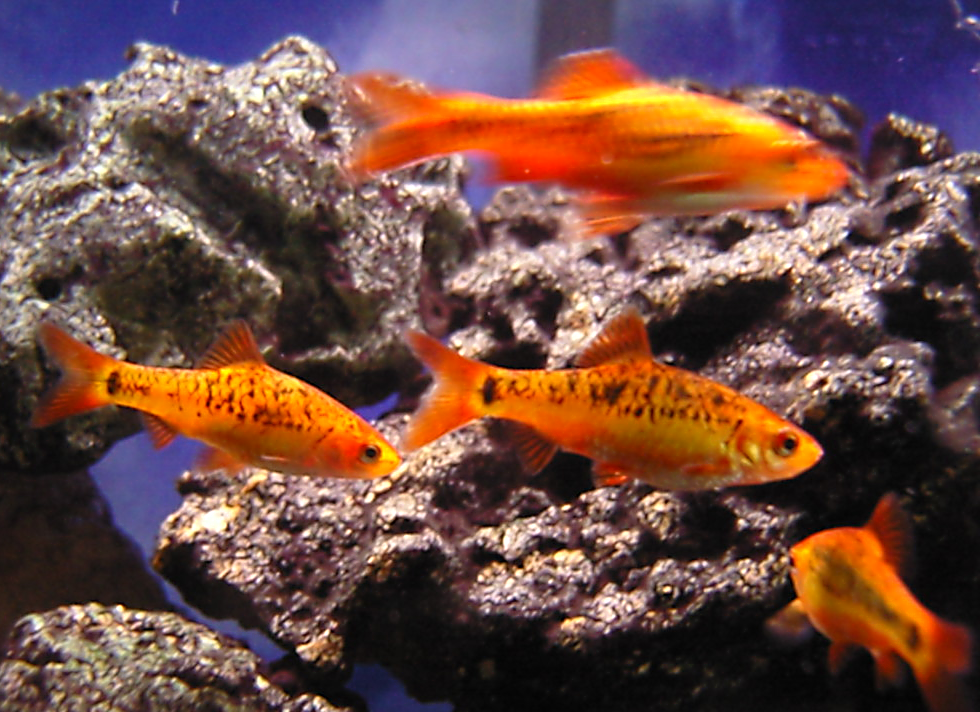
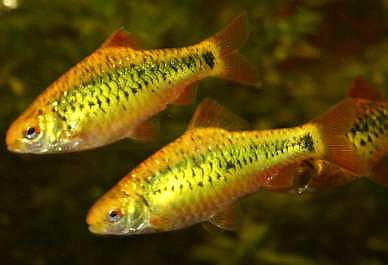
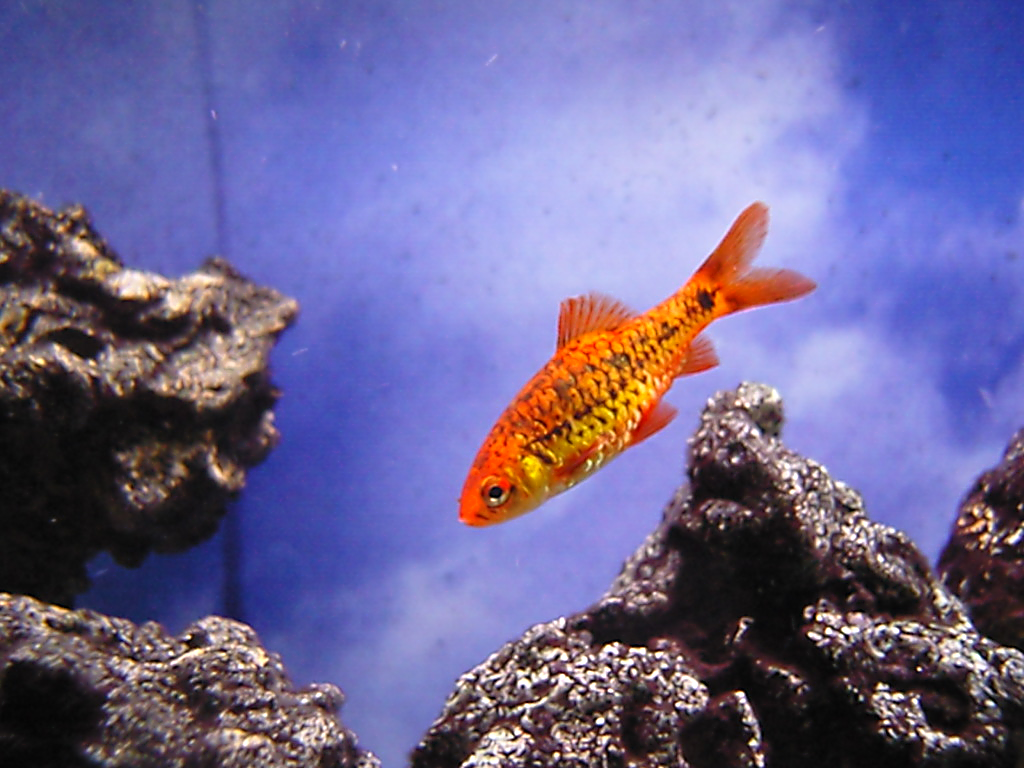